# 灰蹶鼠
灰蹶鼠（学名：Sicista pseudonapaea），一种分布于哈萨克斯坦及中国新疆北部地区的小型哺乳动物，隶属于蹶鼠科蹶鼠属（长尾蹶鼠属）。

## 形态特征
灰蹶鼠尾长为体长的1.5倍左右。身体背部毛色一般呈灰色，后部分偶有棕色。